# 進行諸島
進行諸島是日本輕小說作家。
作品極具個人特色，大多為圍繞「賢者」「最強」「無雙」「轉生/異世界」等題材的典型異世界輕小說。

## 小說作品
- 失格紋的最強賢者（失格紋の最強賢者）
- 轉生賢者的異世界生活～取得第二職業，成為世界最強～（転生賢者の異世界ライフ ～第二の職業を得て、世界最強になりました～）
- 異世界賢者的轉生無雙（異世界賢者の転生無双）
- 用暗殺技能成為異世界最強~鍊金術與暗殺術封頂的我暗地裡支配世界~（暗殺スキルで異世界最強 〜錬金術と暗殺術を極めた俺は、世界を陰から支配する〜）

## 外部連結
- 進行諸島的X（前Twitter）